# Polyrhachis patiens
Polyrhachis patiens är en myrart som beskrevs av Santschi 1920. Polyrhachis patiens ingår i släktet Polyrhachis och familjen myror. Inga underarter finns listade i Catalogue of Life.